# Jēkabpils (comune)
Jēkabpils è stato un comune della Lettonia appartenente alla regione storica della Selonia di 5.866 abitanti (dati 2009). Dal 2021 è stato sostituito dalla nuova municipalità di Jēkabpils

## Località
Il comune è stato istituito nel 2009 ed era formato dalle seguenti unità amministrative:
- Ābeļi
- Dignāja
- Dunava
- Kalna
- Leimaņi
- Rubene
- Zasa

Il centro amministrativo era la città di Jēkabpils che non era compresa nel territorio comunale (è invece compresa all'interno della nuova municipalità di Jēkabpils)